# Lynchburg (Ohio)
Lynchburg is een plaats (village) in de Amerikaanse staat Ohio, en valt bestuurlijk gezien onder Clinton County en Highland County.

## Demografie
Bij de volkstelling in 2000 werd het aantal inwoners vastgesteld op 1350.
In 2006 is het aantal inwoners door het United States Census Bureau geschat op 1418, een stijging van 68 (5,0%).

## Geografie
Volgens het United States Census Bureau beslaat de plaats een oppervlakte van
2,3 km², geheel bestaande uit land. Lynchburg ligt op ongeveer 301 m boven zeeniveau.

## Plaatsen in de nabije omgeving
De onderstaande figuur toont nabijgelegen plaatsen in een straal van 16 km rond Lynchburg.